# Iàmbol
Iàmbol (búlgar Ямбол) és una ciutat del sud-est de Bulgària. Està a les dues ribes del riu Tundja, a la regió històrica de la Tràcia. Al febrer del 2011, la ciutat tenia 72,843 habitants. També s'anomena Yambol o Jambol.
A la ciutat de Iambol hi ha els centres administratius de dos municipis. Un és la zona rural del municipi de Tundzha i l'altre és el municipi homònim de Iambol.
El Pic Iambol, a l'Illa Livingston, a les Illes Shetland del Sud, l'Antàrtida es diu així degut a la ciutat de Iambol.

## Història

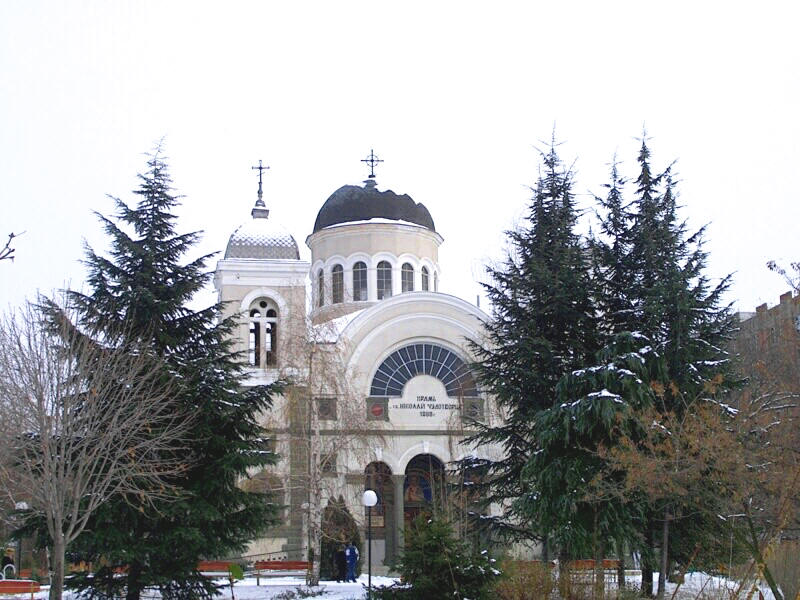
Església de St Nicolau a l'hivern

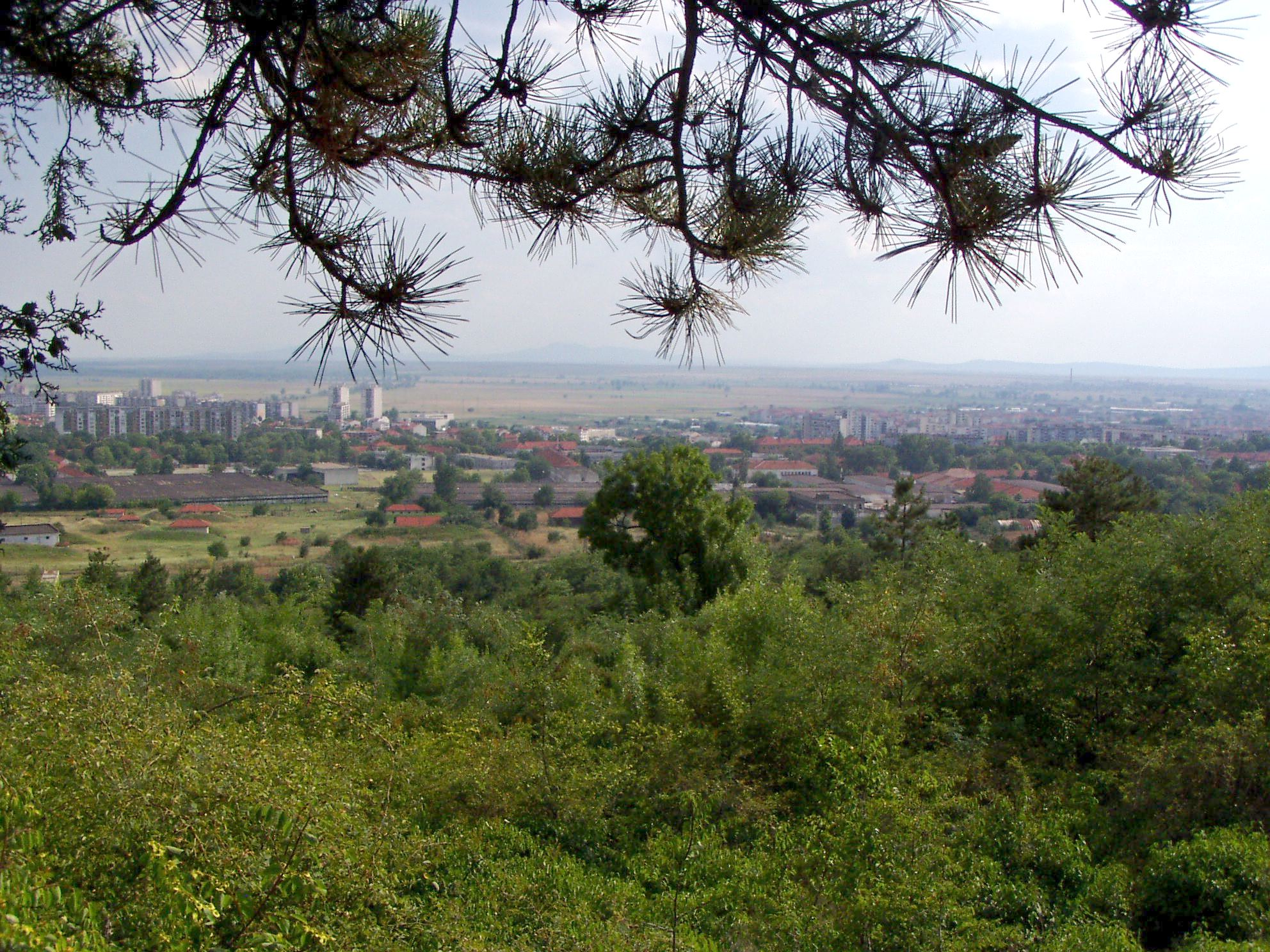
Vista panoràmica de la ciutat des de Borovets

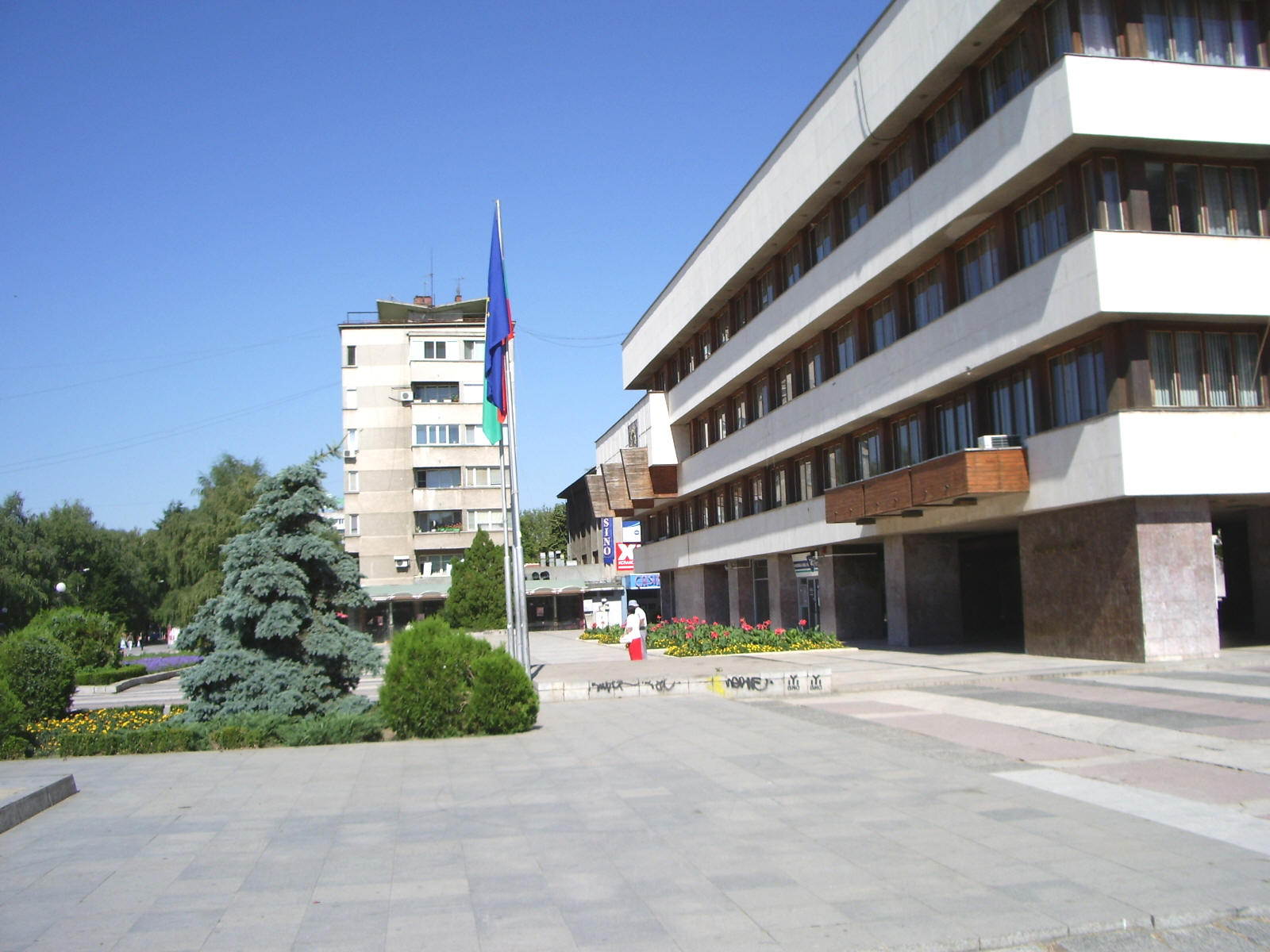
Casa de la Vila

Les terres riques de la riba del Toundja, a les planes de l'actual Iambol, foren habitades des de la Prehistòria. S'ha descobert més de 30 montícles de llogarets a les proximitats. S'han estudiat els de Vessélino, Ratcheva i Martchéva; aquests han rebel·lat hàbitats del Neolític (6000 a 4000 aC), del Calcolític (4000 a 2700 aC) i de l'edat del bronze (2700 a 900 aC).
Fou la localització de la ciutat reial de l'antiga Tràcia. Fou fundada o refundada per Filip II de Macedònia com una polis de l'Antiga Grècia. Fou conquerida pels romans però va ser destruïda pels àvars el 583.
Durant un viatge a Tràcia l'emperador romà Dioclecià s'aturà de camí entre Adrianàpolis i Augusta Trajana, en una petita localitat situada a la riba esquerra (est) d'un meandre del riu Toundja. Allà decidí fundar una vil·la dedicada a Zeus: Diòspolis. Així, el nom de la ciutat es va transformar en Dampolis, Diampolis (nom romà d'Orient dels segles X al XIV), Dianpolis, Khiampolis, Grenboel (nom utilitzat pels cristians occidentals a l'edat mitjana), Babilin (nom búlgar del S. XIV), Doubilin, Dinibouli, Diamboli, Yanbolou, Yambol, Yamboli i altra vegada Yambol. La primera menció escrita de la ciutat data del segle vi aC.
Quan els eslaus i els búlgars van arribar als Balcans, a l'edat mitjana, la fortalesa fou impugnada pel Primer Imperi Búlgar i es va construir una nova fortalesa. Durant el regnat de Boris I i el Tsar Simeo s'hi van establir els primers centres literaris, la majoria com a part de llibres eclesiàstics que van ser importats des de Preslav.
Durant el regnat del Tsar Kaloian la ciutat va tornar a guanyar importància, sobretot al conflicte entre Bulgària i els Croats. Una batalla major entre el Tsar i els creauts va succeir el 1204 a uns 80 km al sud-oest de la ciutat, en què Bulgària va guanyar els croats a la batalla d'Adrianopole el 4 d'abril del 1205.
Amb la conquesta dels Balcans per part del l'Imperi Otomà, la ciutat va oposar una forta resistència als conqueridors, però fou presa, el 1373, després d'un setge. Una part dels murs i les torres de la ciutat fortificada de l'Edat mitjana encara són visibles avui en dia.
El 1830, després de la Guerra russoturca (1828-1829), una gran part de la població búlgara de Iambol i dels seus voltants fou presa pels turcs i es van establir a Dobrudja i Bessaràbia. Per això la regió es va despoblar i va conèixer un declivi econòmic. Després de la Guerra russoturca (1877-1878), els exèrcits russos van alliberar la ciutat el gener del 1878 de la dominació turca.
La transferència de les poblacions després de la Segona Guerra Balcànica i la Primera Guerra Mundial van canviar radicalment la situació demogràfica dels voltants de Iambol: s'hi van instal·lar molts refugiats búlgars de la Tràcia oriental, la Tràcia occidental i d'altres regions.
La ciutat fou afectada pels disturbis de principis del s. XX. La seva població grega (unes vint famílies) la van abandonar durant l'intercanvi de pobladors entre Grècia i Bulgària i van rebre búlgars de Grècia. També van rebre refugiats Búlgars macedonis el 1903. Durant la Primera Guerra Mundial Iambol va tenir una base de l'exèrcit de l'aire alemany.
A principis del S. XXI la ciutat fou la primera de Bulgària que va tenir gas natural per a usos domèstics.

## Demografia
Durant la primera dècada posterior a l'alliberació de Bulgària, ja hi havia més de 10000 habitants a Iambol. El 1887 n'eren 11,241. Des de llavors va començar a créixer dècada a dècada, sobretot degut a l'arribada de gent de zones rurals i de petites ciutats del voltant. Va assolir la seva màxima població entre el 1985-92, quan va passar dels 90,000 habitants. Després, va començar a decaure la seva demografia degut a la situació econòmica de les províncies búlgares que van provocar un moviment migratori cap a Sofia
Plantilla:Table BG town population

## Cultura
La ciutat té un Teatre Dramàtic.
L'esport més popular de la ciutat és el bàsquetbol.

## Personalitats notables
- Dimcho Roshmanov, compositor
- George Papazov, pintor
- Nikola Abràmov, artista
- Georgi Gospodinov, autor
- Volen Siderov, periodista i polític
- Radoy Ralin, poeta
- Ivan Gazdov, artista, autor, pedagoc, actual rector de l'Acadèmia Nacional d'Arts de Bulgària
- Plamen Ivanov Zhelev, Vet. Dr., Wotupro tutor
- Peter Noikov, pedagog
- Encho Keryazov, artista

## Ciutats agermanades
- Târgu-Jiu, Romania
- Villejuif, París, France
- Sieradz, Polònia[6] (Des de maig del 2002)
- Ijevsk, Rússia[7] (Des de juny de 1999)
- Berdiansk, Ucraïna[8] (Des de juny del 2003)
- Edirne, Turquia[9] (Des del 26 d'octubre del 2005)

## Imatges

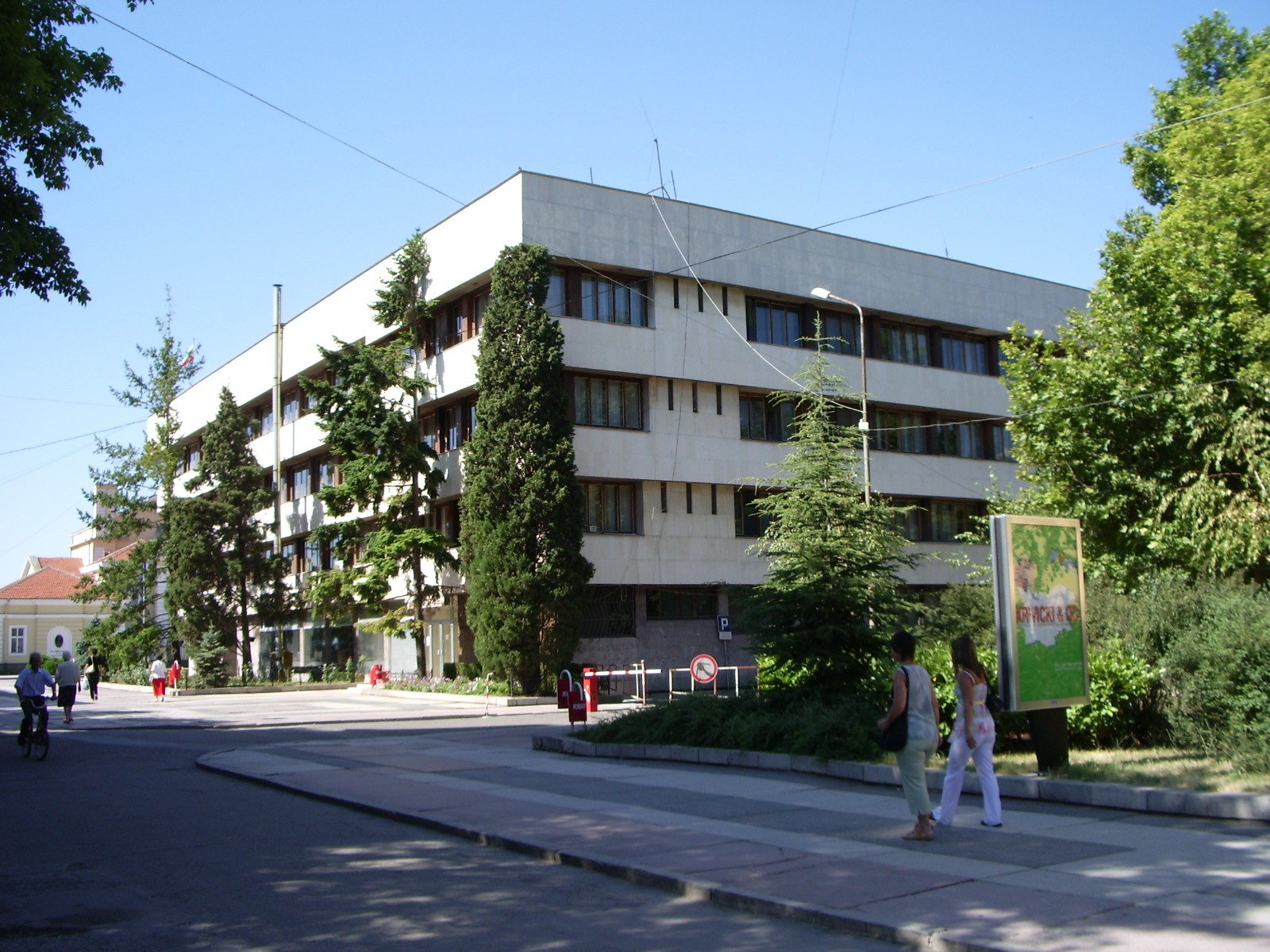
Casa de la Vila, iambol
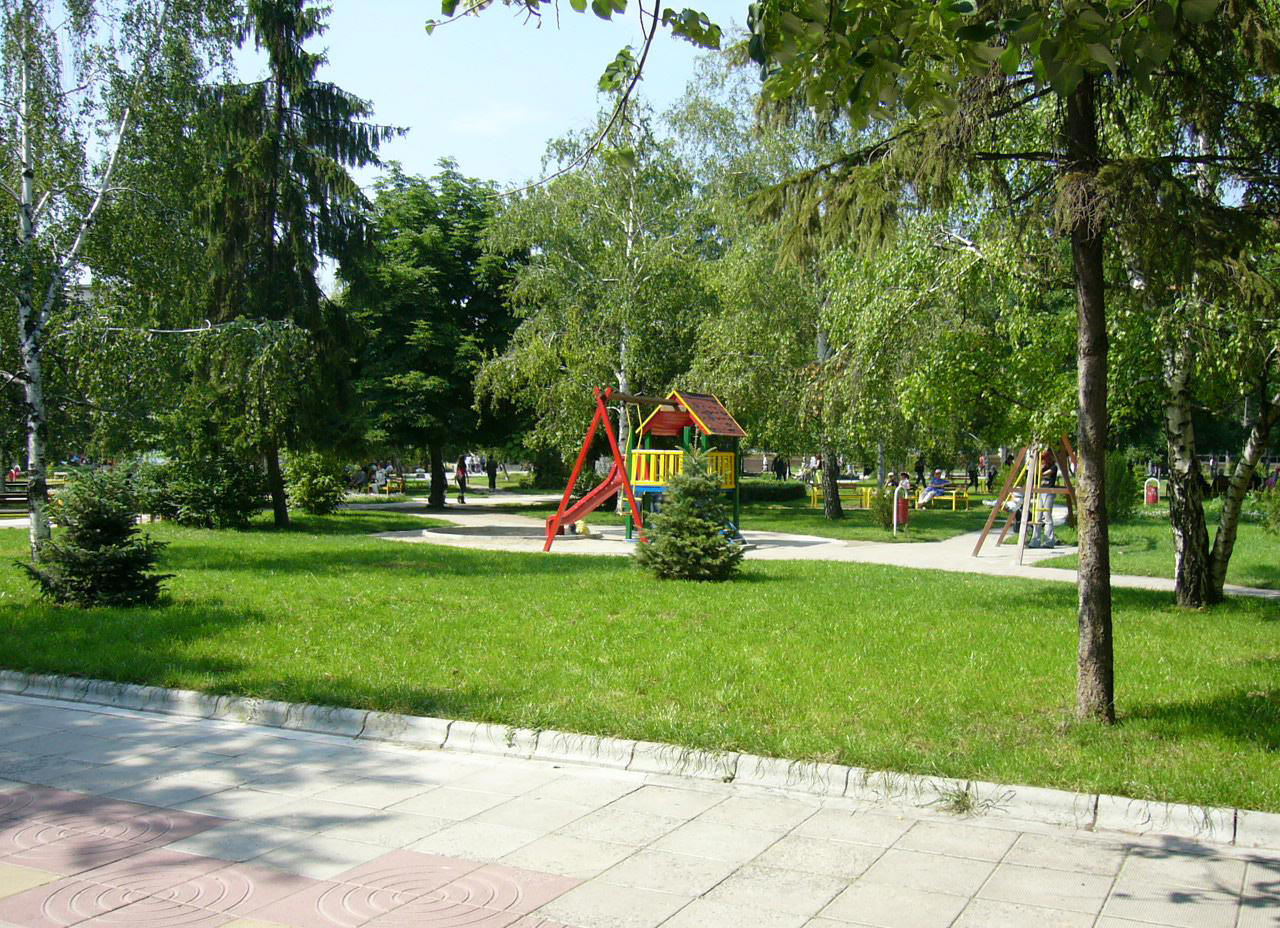
Jardí davant de l'edifici de correus
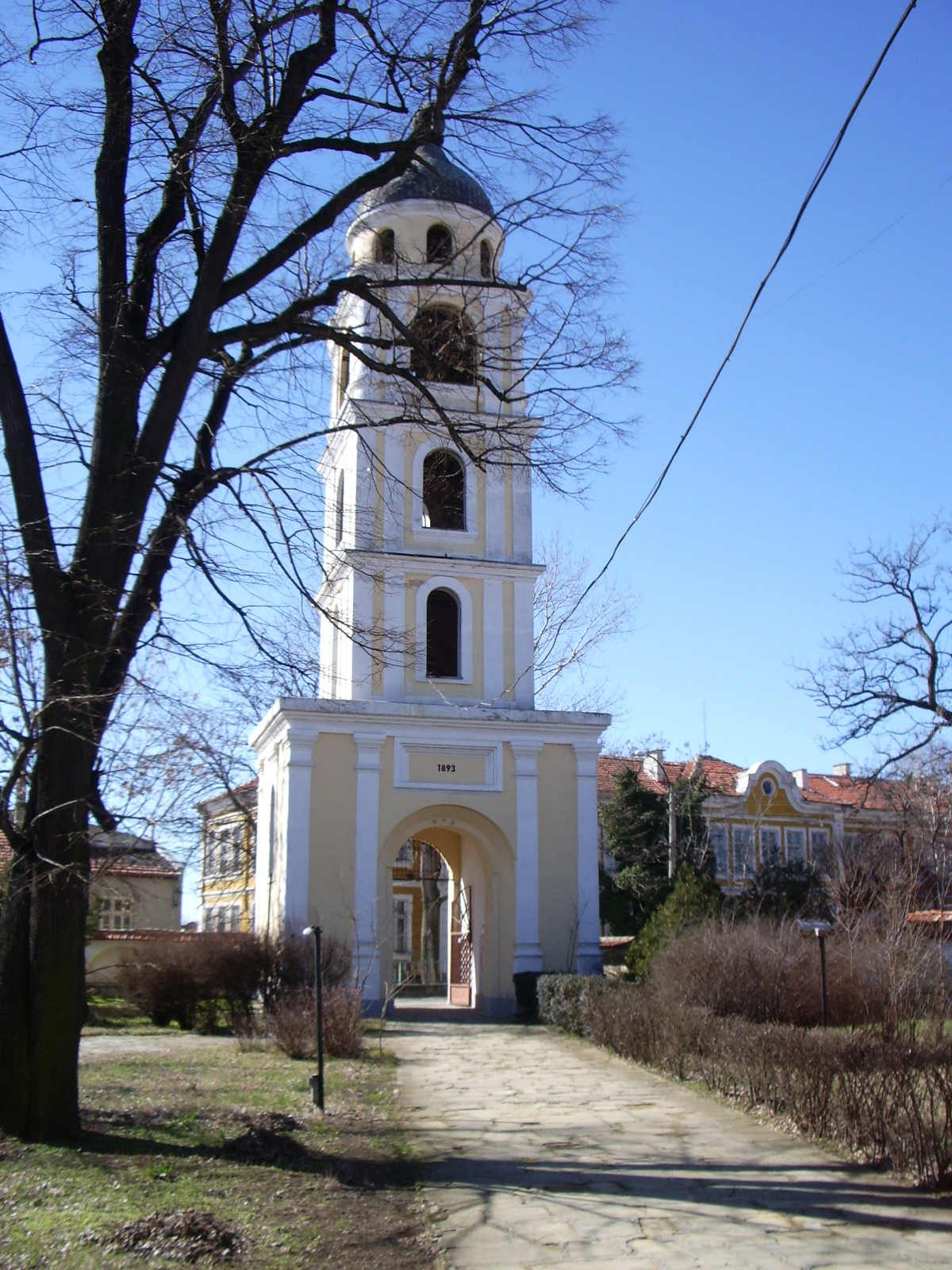
Torre Campanar de l'església de Sant Jordi 1893
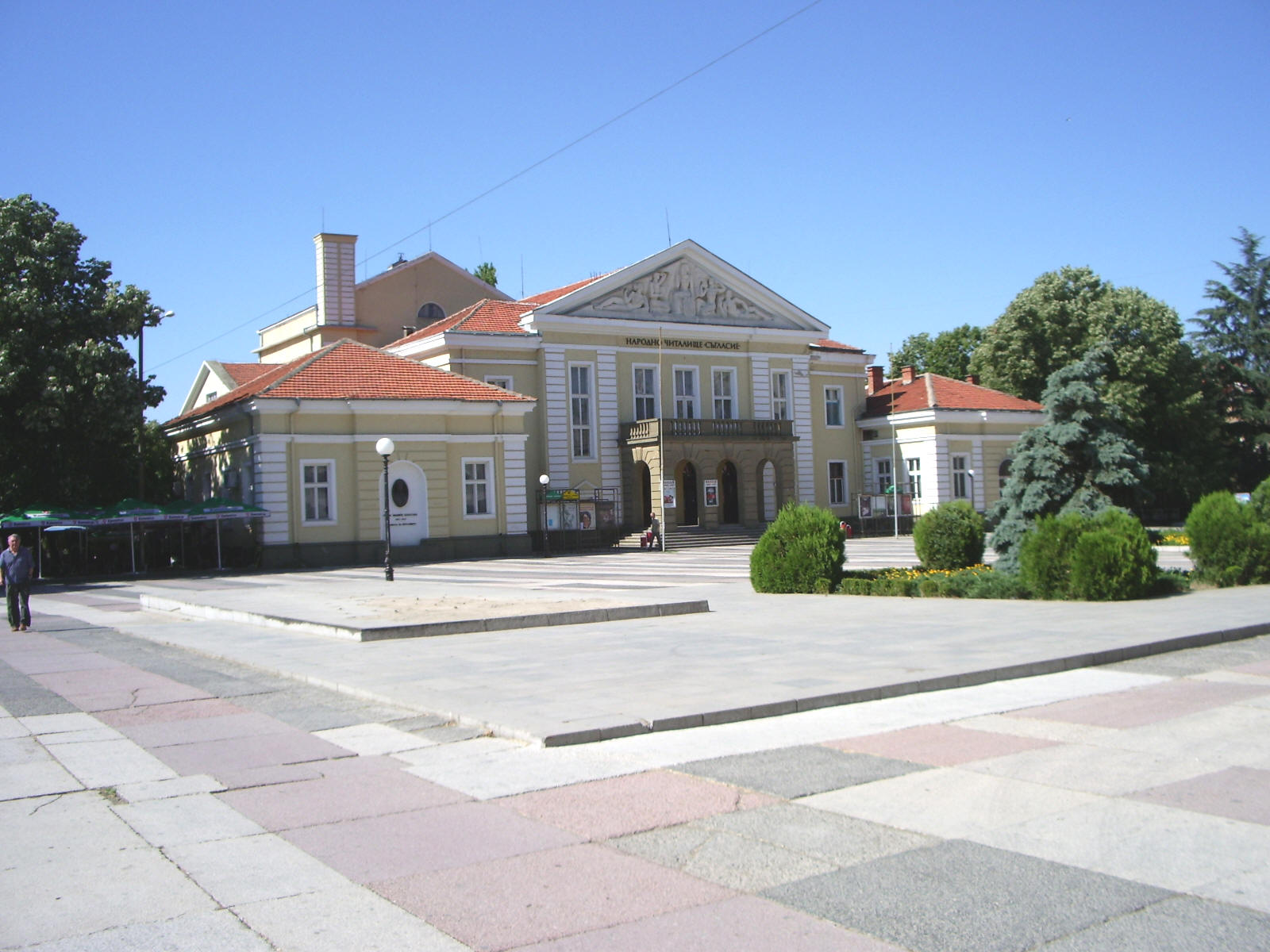
Teater de Iambol
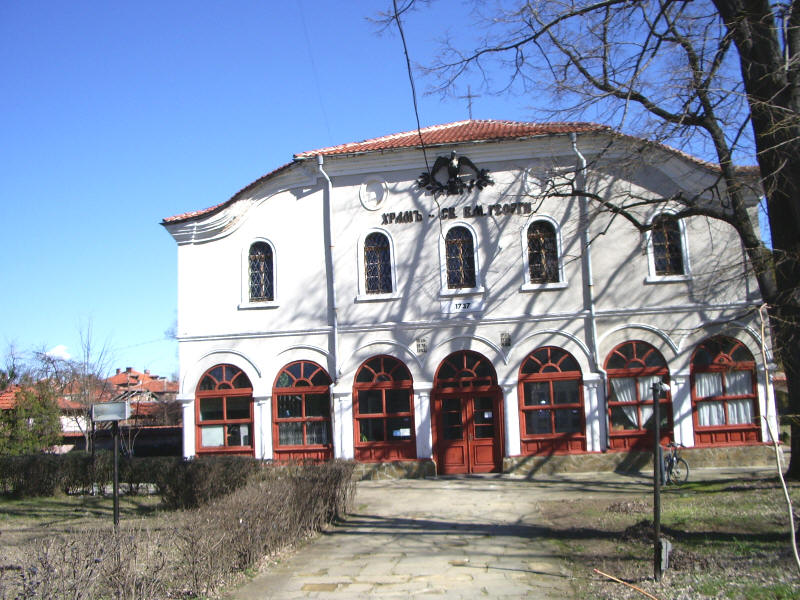
Església de Sant Jordi, edifici del 1737
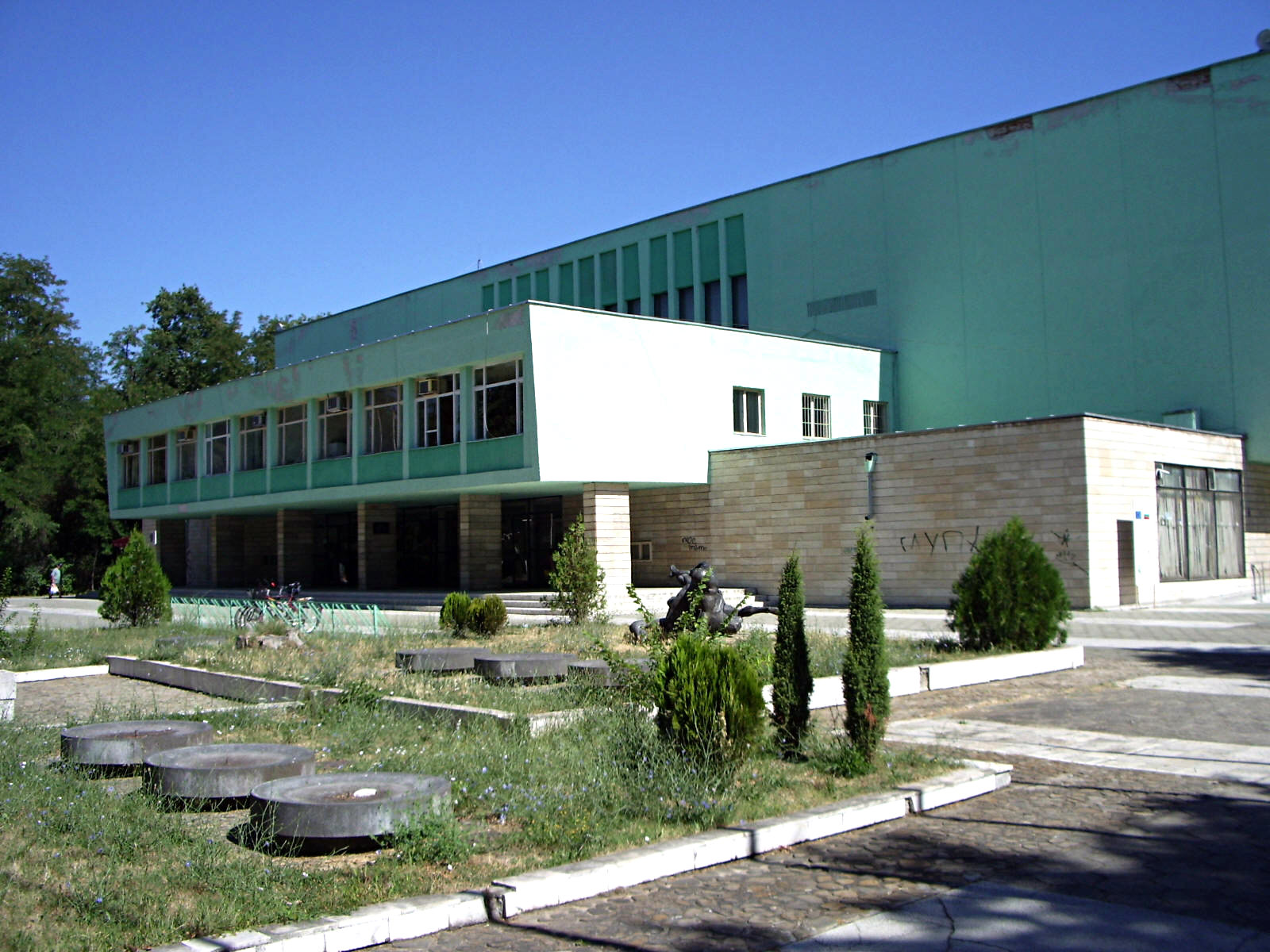
Centre esportiu "Diana", Iambol
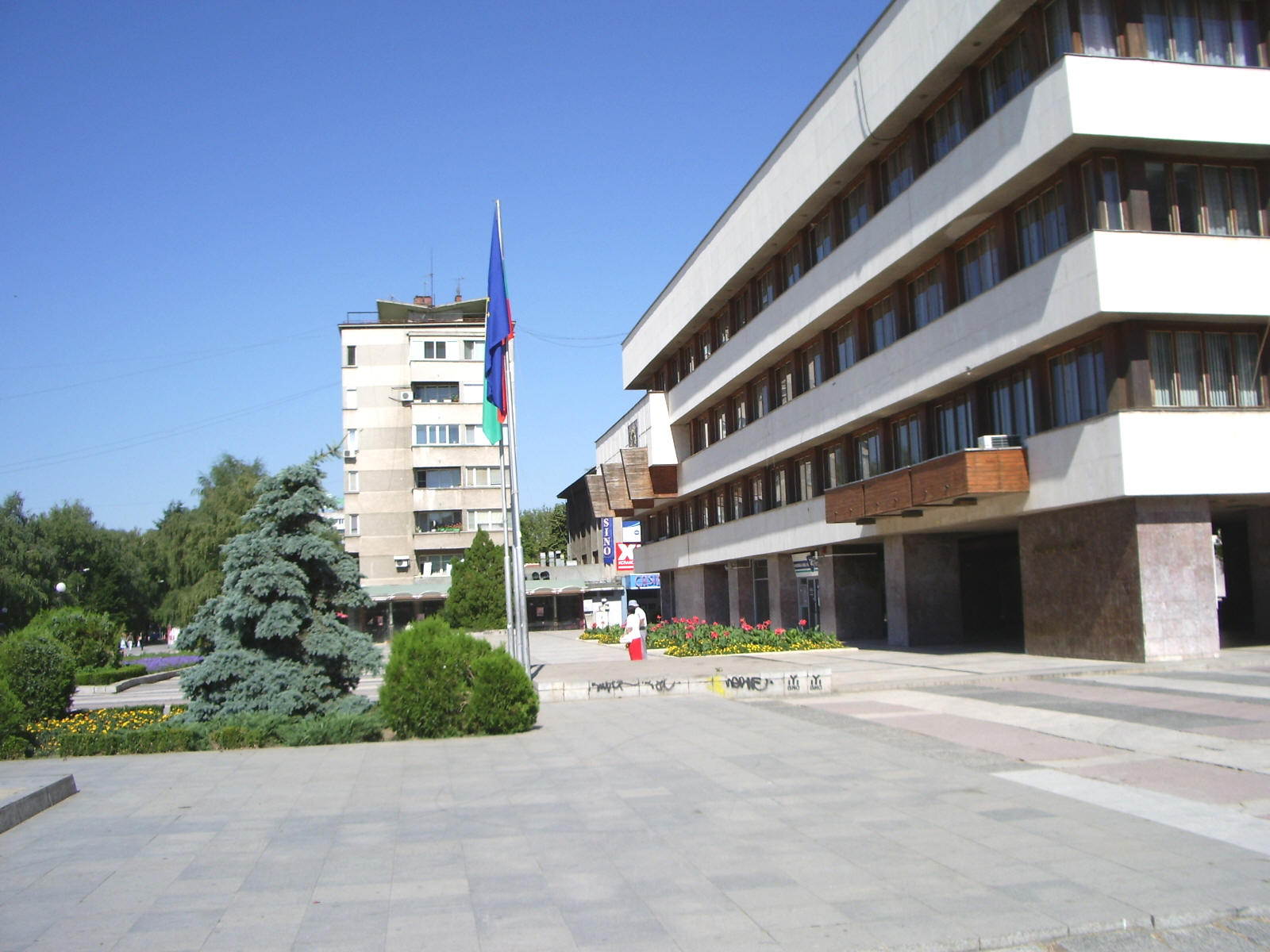
Ajuntament
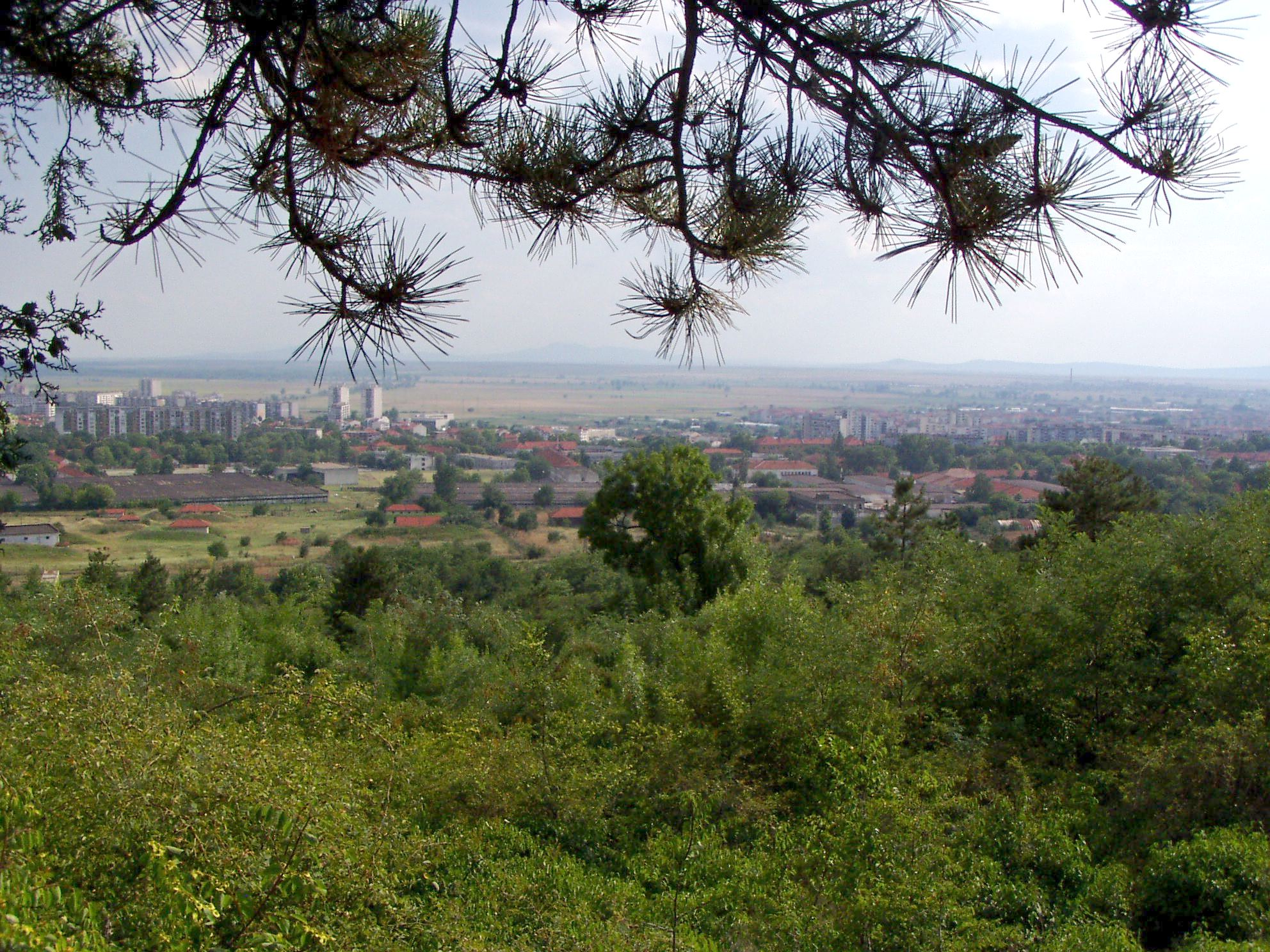
Vista panoràmica des de Borovets
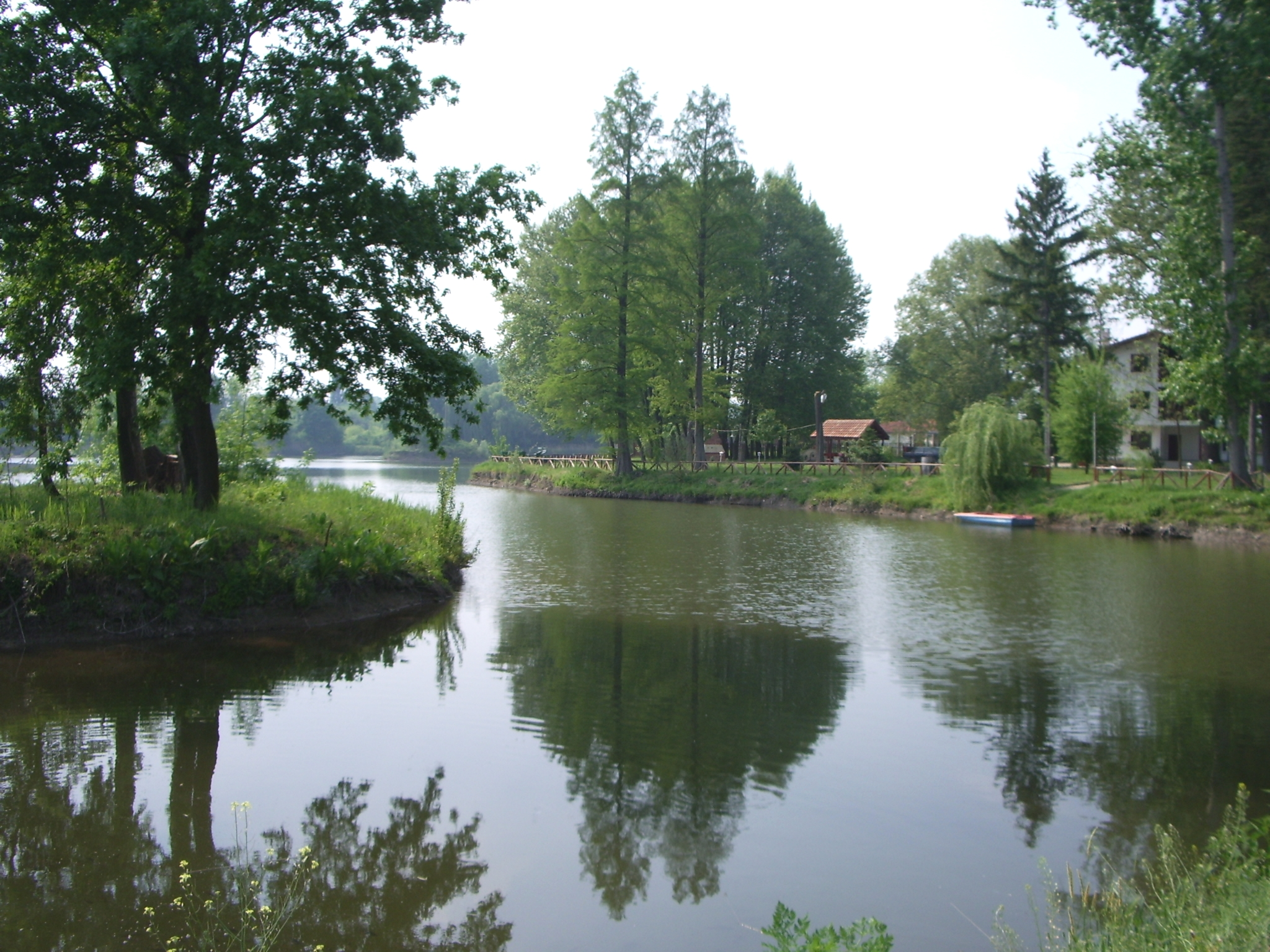
Parc Ormana
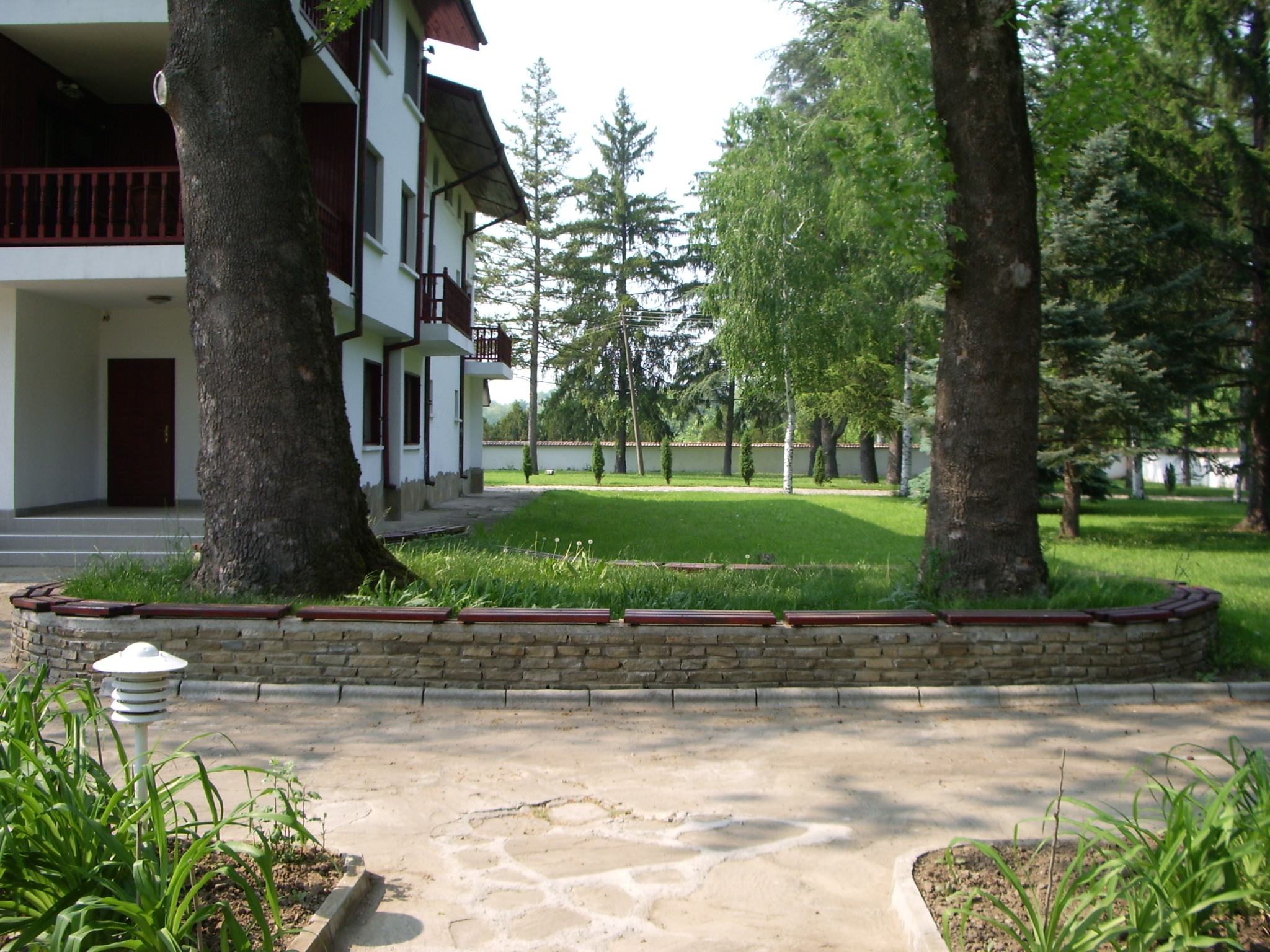
Parc Ormana
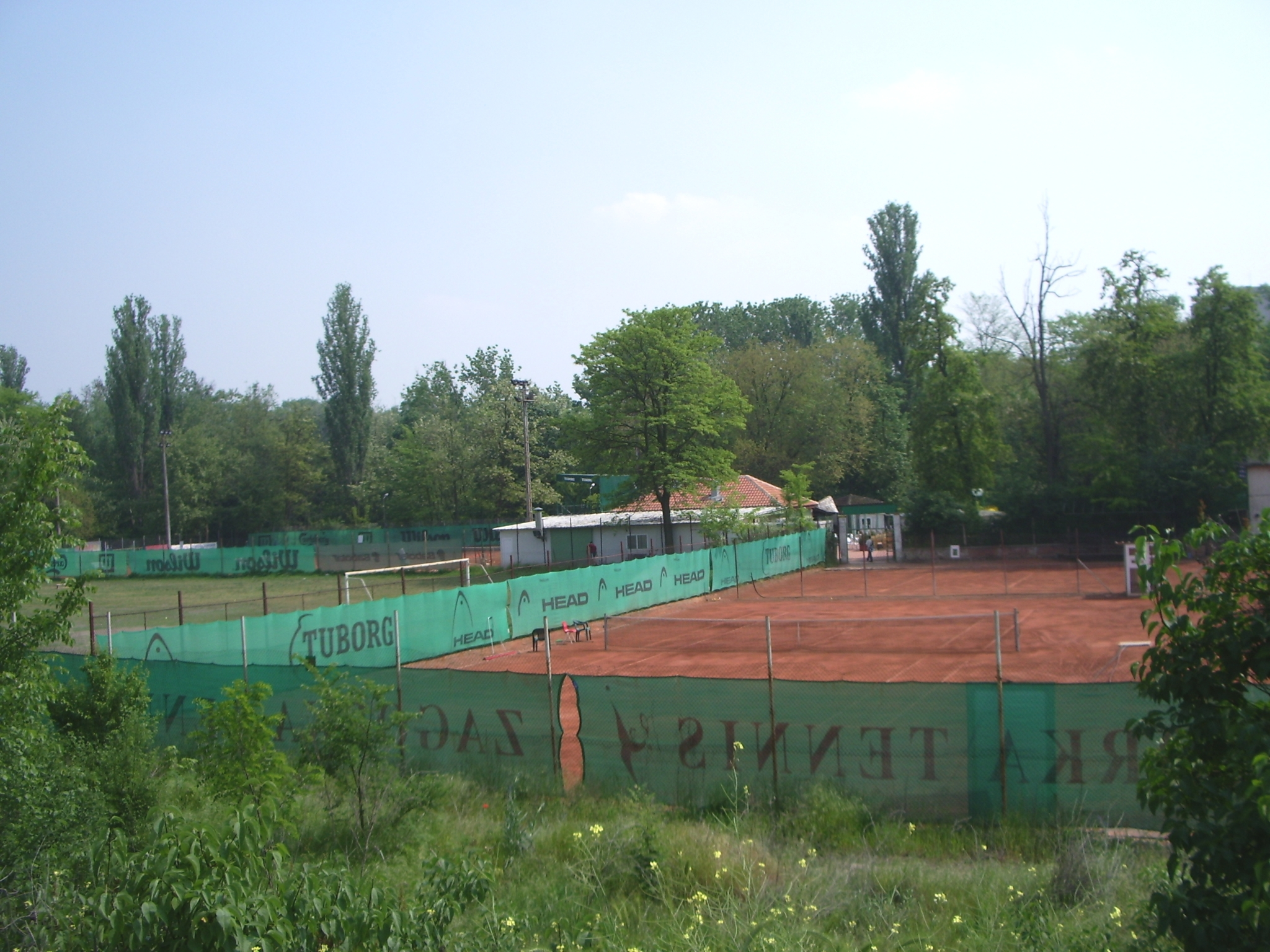
Parc de la ciutat
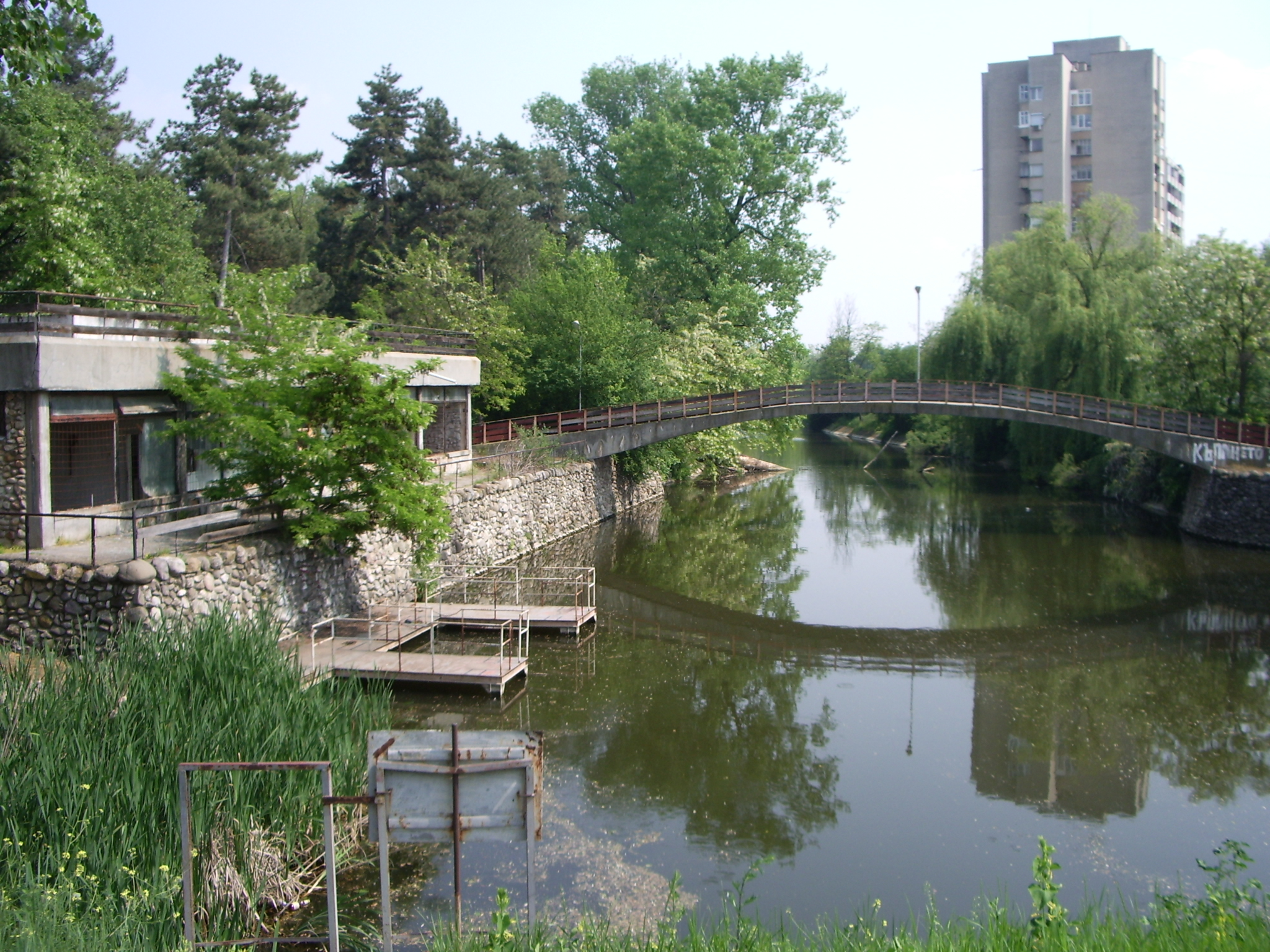
Riu Tundzha
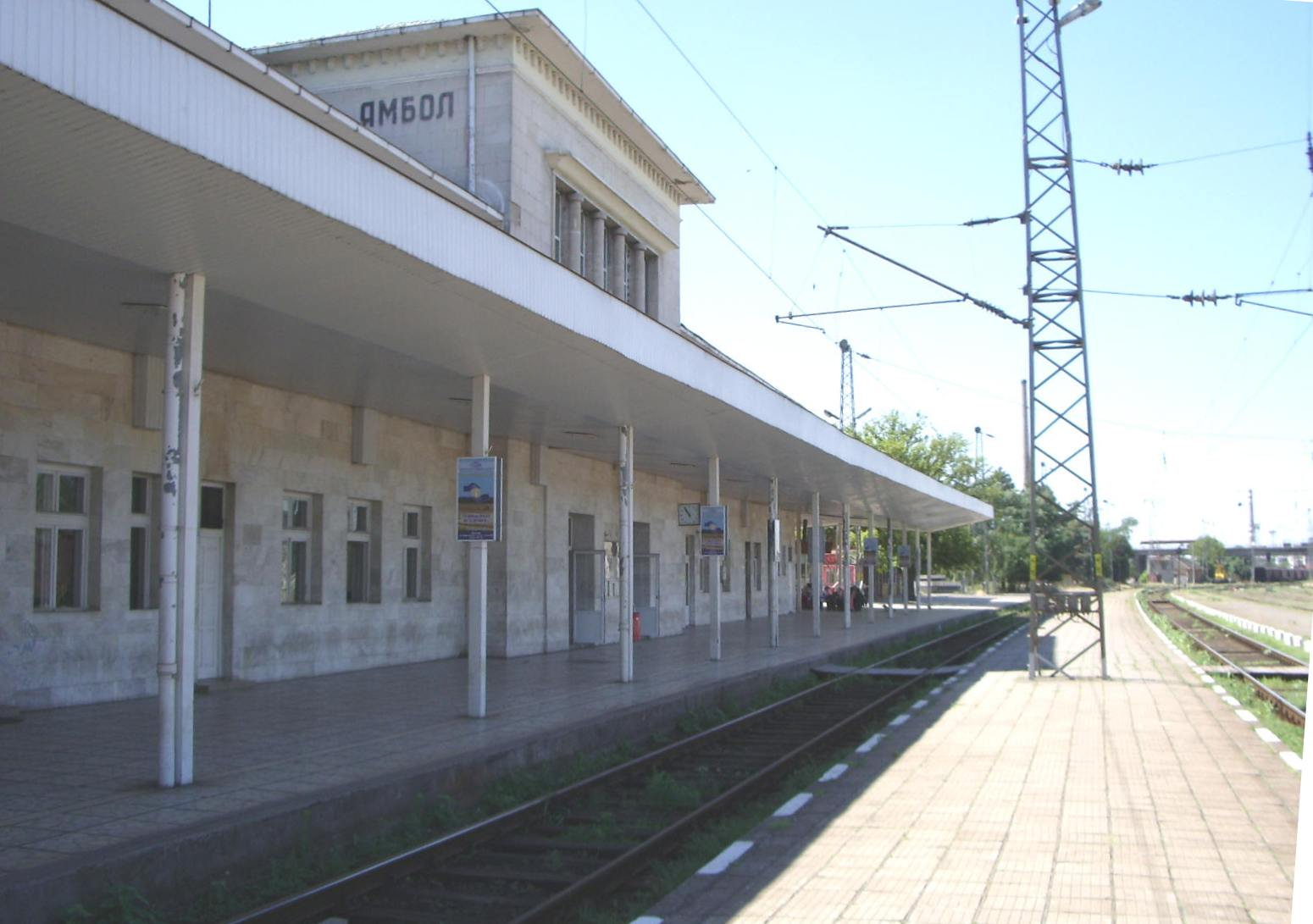
estació de tren
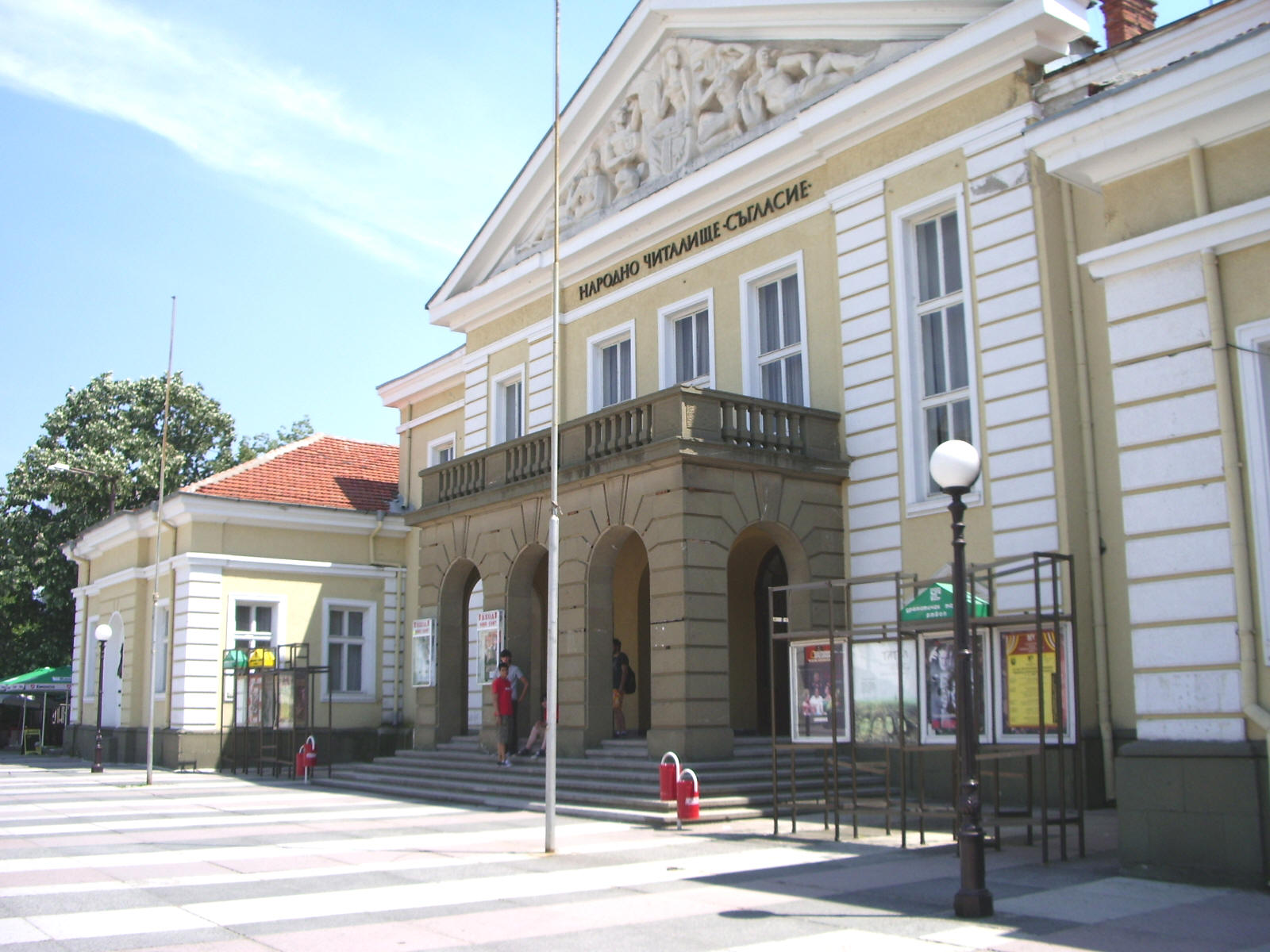
El Teatre
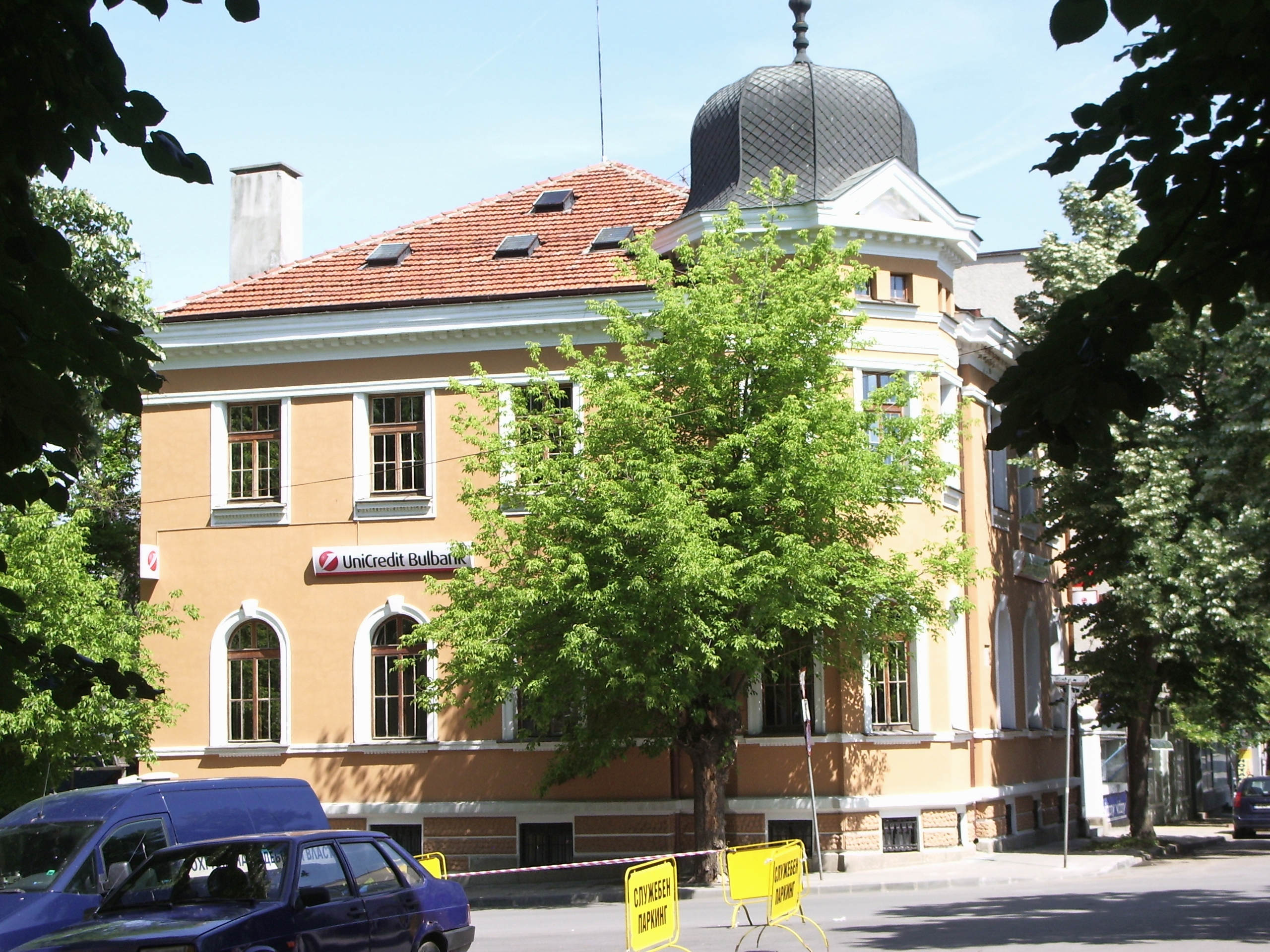
Antic edifici, C. "G.Papazov" / C. "A.Stamboliiski".
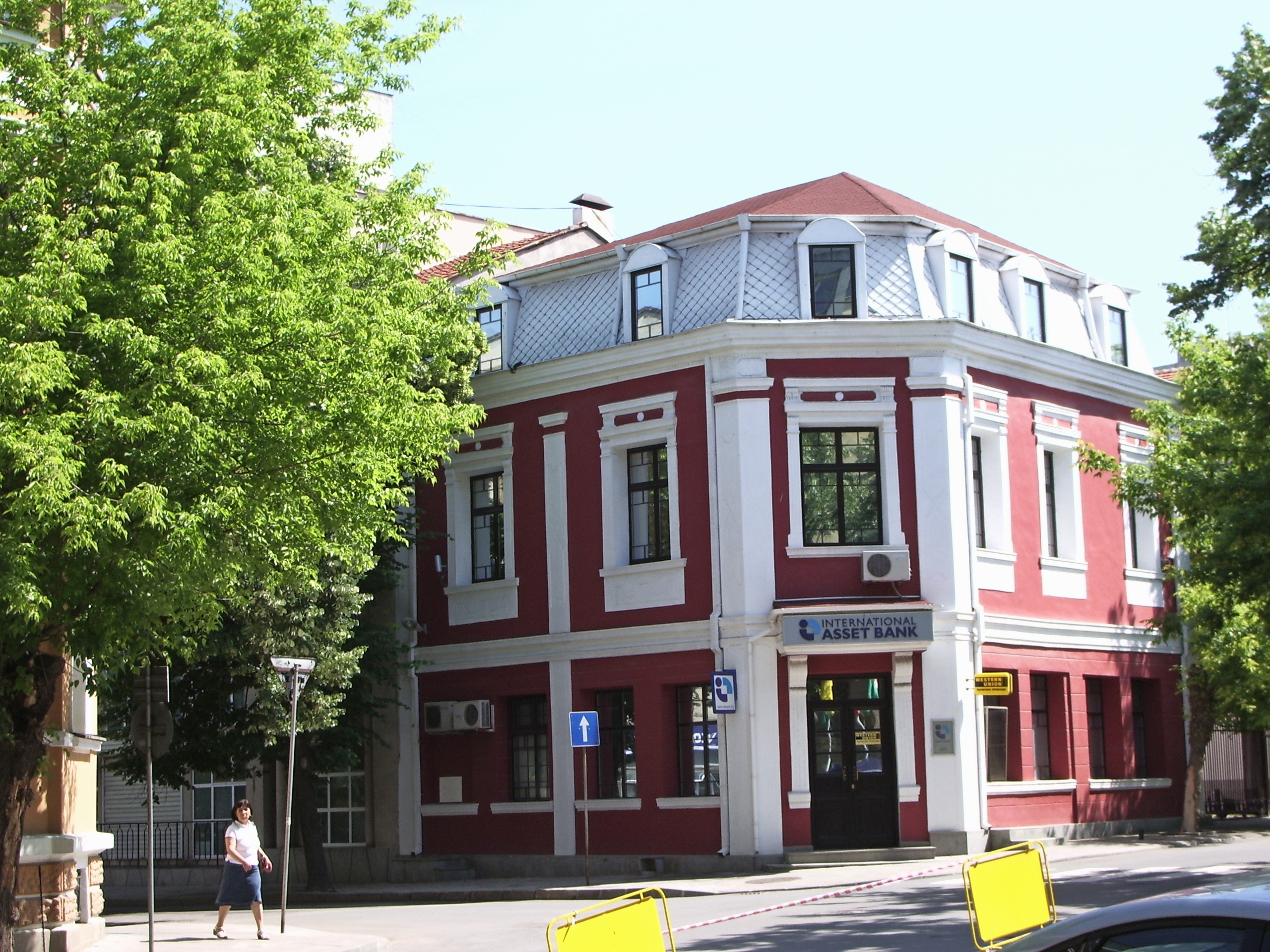
C. "G.Papazov".
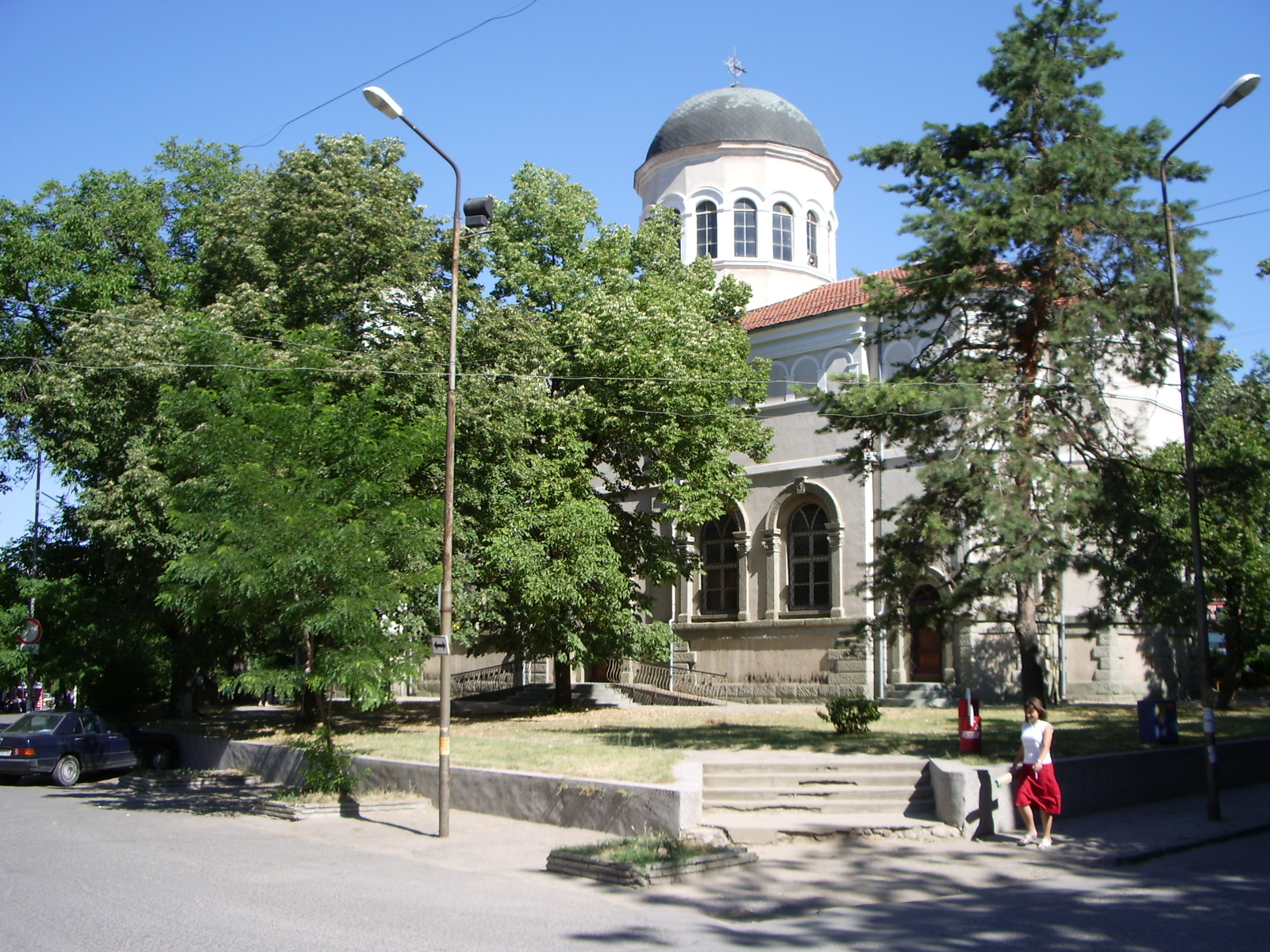
Església de St. Nikola
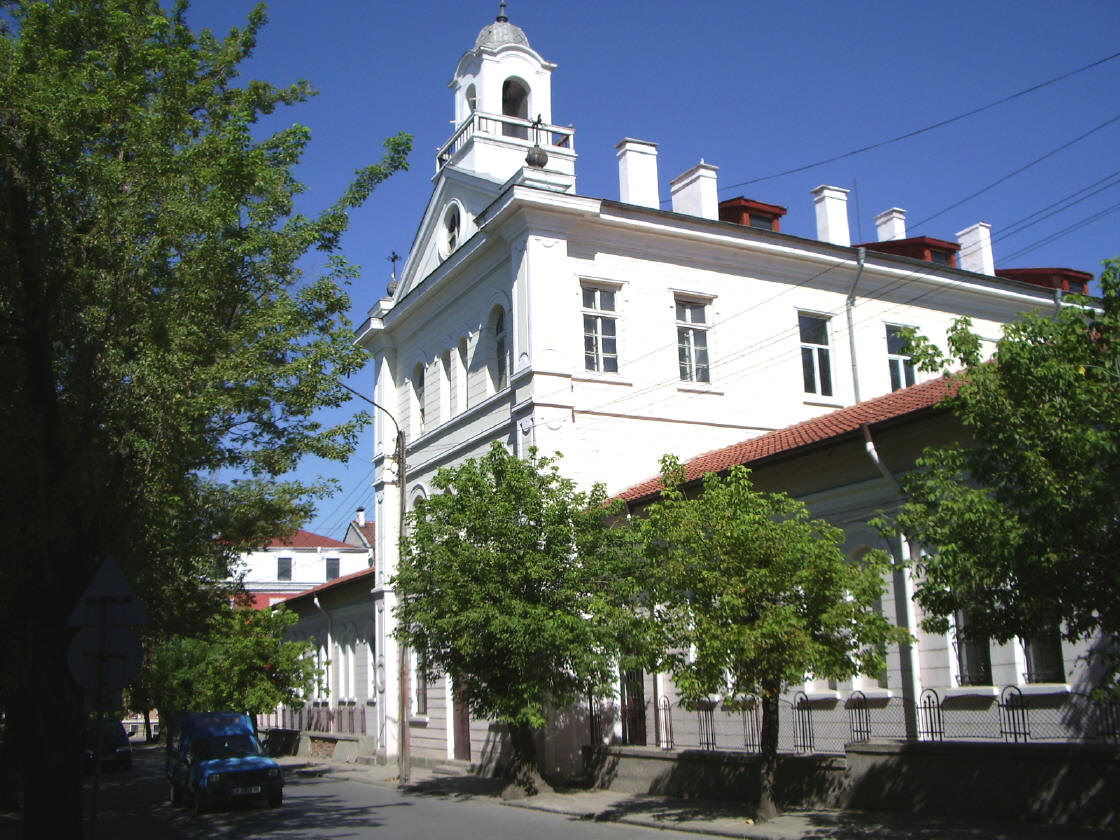
Església catòlica
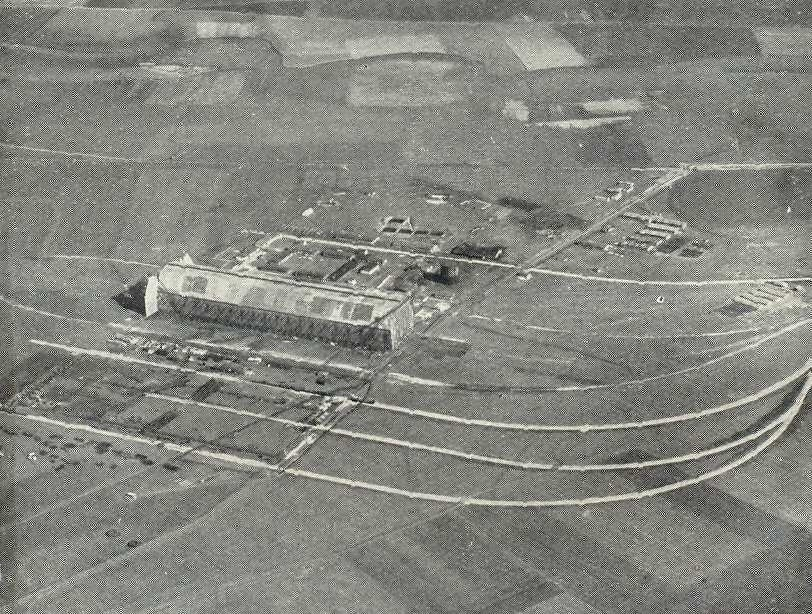
Camp d'aviació